# Storia del Laos

## Epoca antica

### La preistoria
Degli scavi nella regione di Luang Prabang, realizzati dal geologo francese Fromaget, permisero di riesumare resti di ominidi analoghi al sinantropo o "uomo di Pechino", dimostrando così che il Laos è abitato dall'uomo da circa 40.000 anni fa. Altri rinvenimenti evidenziarono insediamenti agricoli nella valle del Mekong risalenti al 4000 a.C. Archeologi che han portato alla luce urne cinerarie, ipotizzano che comunità agricole possano essersi insediate nella zona nel IV millennio a.C., mentre altri oggetti in bronzo del 1500 a.C. ed in ferro del 700 a.C. testimoniano la presenza di piccole comunità evolute. Le raffinate vestigia della Piana delle Giare, composte da gigantesche urne cinerarie ritrovate nella provincia nord-orientale di Xiangkhoang, sono datate tra il 500 a.C. ed il 500 d.C.
I primi contatti con le culture dell'India e della Cina risalgono alla preistoria. Lo sviluppo di tali culture nel sudest asiatico avrebbe portato all'affermazione delle etnie mon e khmer. L'incontro fra le due civiltà diede luogo a diverse tribù che vengono considerate nel loro insieme appartenenti al gruppo linguistico mon khmer. Queste popolazioni, che in Laos furono in seguito sottomesse dalle emergenti etnie tai e costrette a trasferirsi nelle aree pedemontane, sono le antenate degli odierni lao theung, chiamati in passato anche kha (letteralmente: schiavi).

### Prime municipalità laotiane
A partire dal IV secolo d.C., lungo le rive del Mekong si formarono le prime municipalità (in lingua lao: ເມືອງ, traslitterato: mueang), fondate da tribù khmuiche, provenienti dalla Cina meridionale, e mundari provenienti dal nord dell'India.
Nei primi secoli dell'era cristiana, il sud del Paese entrò a far parte della sfera di influenza del Champa, regno induista insediatosi nel centro-sud del Vietnam. I Chăm furono in seguito sconfitti dall'Impero Khmer, il cui sovrano Yaçovarman incorporò il sud dell'odierno Laos intorno al 900, mentre due secoli più tardi, durante il regno di Jayavarman VII, il controllo khmer si estese fino alla regione dell'odierna Vientiane. Oltre ai Chăm e agli antichi Khmer, anche il popolo Mon ebbe un ruolo fondamentale nel processo di indianizzazione del Sud-est asiatico, con cui nel I millennio furono portati nella regione l'induismo, il buddhismo e in generale la cultura che si era radicata nel subcontinente indiano da molti secoli.

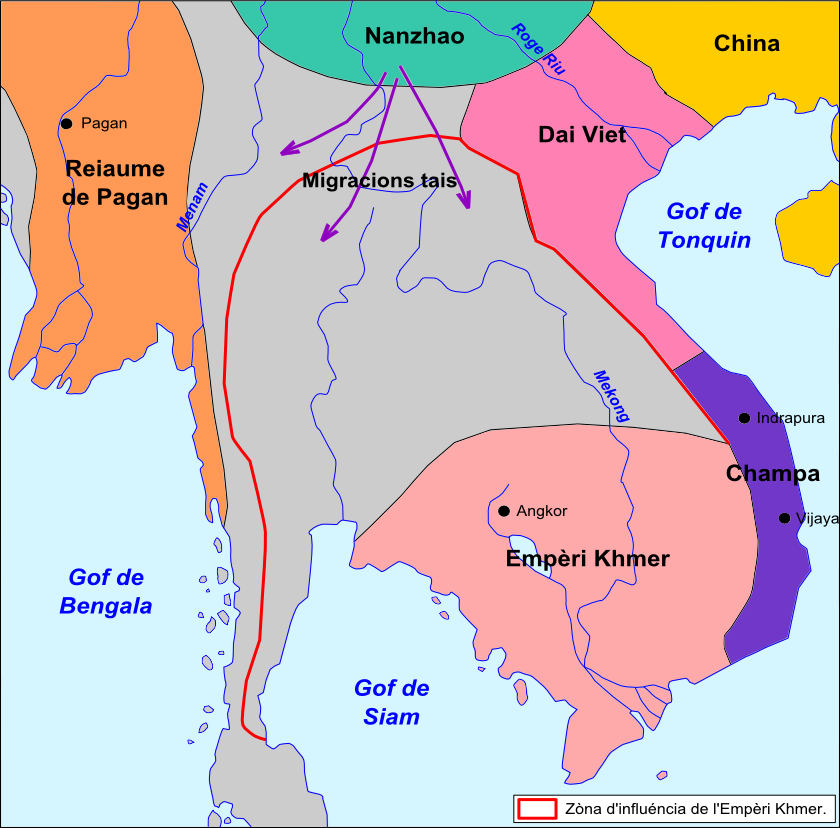
Penetrazione dei popoli tai dopo la caduta del Regno di Dali

Nella seconda metà del I millennio iniziarono le migrazioni dalla Cina dei popoli tai, che gradualmente si insediarono in una vasta fascia di territori compresi tra il nord-est dell'India ed il nord del Vietnam. La penetrazione dei tai nel Sud-est asiatico ebbe nuovo impulso dopo che nel 1253 i mongoli guidati dal condottiero Kublai Khan assoggettarono il Regno di Dali, erede del glorioso regno di Nanzhao. Gli insediamenti dei tai diedero luogo a diversi sottogruppi, tra i quali sarebbero emersi i lao in Laos, i siamesi ed i lanna nell'odierna Thailandia e gli shan in Birmania. Attorno al XIII secolo, tali gruppi presero il sopravvento sulle etnie preesistenti ed abbracciarono la fede del Buddhismo Theravada, che nel giro di alcuni decenni si sarebbe affermata in tutta l'Indocina.
Studi storici dimostrano che le strutture rudimentali delle municipalità (mueang) fondate a partire dal IV secolo, divennero confederazioni di villaggi lungo le valli dei fiumi e tra le comunità montane. Grazie agli scambi commerciali entrarono gradualmente in contatto con altri popoli della regione espandendo la loro influenza. In questi secoli, le migrazioni ed i conflitti religiosi tra l'Induismo ed il nuovo arrivato Buddhismo Theravada portarono a una mescolanza delle genti. Il datato vassallaggio delle mueang laotiane ai Regni Champa e Khmer, nonché quello del XIII secolo agli emergenti siamesi del Regno di Sukhothai, forgiarono un processo di identificazione culturale di nazione.

### Casa reale di Mueang Sua
Tra le varie città-stato che si erano formate, emerse la municipalità di Mueang Sua, l'odierna Luang Prabang, che divenne un regno indipendente nella seconda metà del XIII secolo. Secondo la tradizione laotiana basata sulla leggenda di Khun Borom (Nithan Khun Borom), riportata dagli annali reali del 1503, Mueang Sua era l'antico nome che fu dato alla città dopo la sua conquista avvenuta nel 698 per mano del principe di etnia tai Khun Lo. A Khun Lo venne assegnata la città dal padre, Khun Borom, associato nella leggenda alla creazione del mondo e considerato progenitore di tutte le stirpi tai. Khun Lo vi stabilì una dinastia ancora viva nella tradizione del paese, la casa reale laotiana considera il Principe Soulivong Savang, in esilio a Parigi dal 1981, un suo discendente.

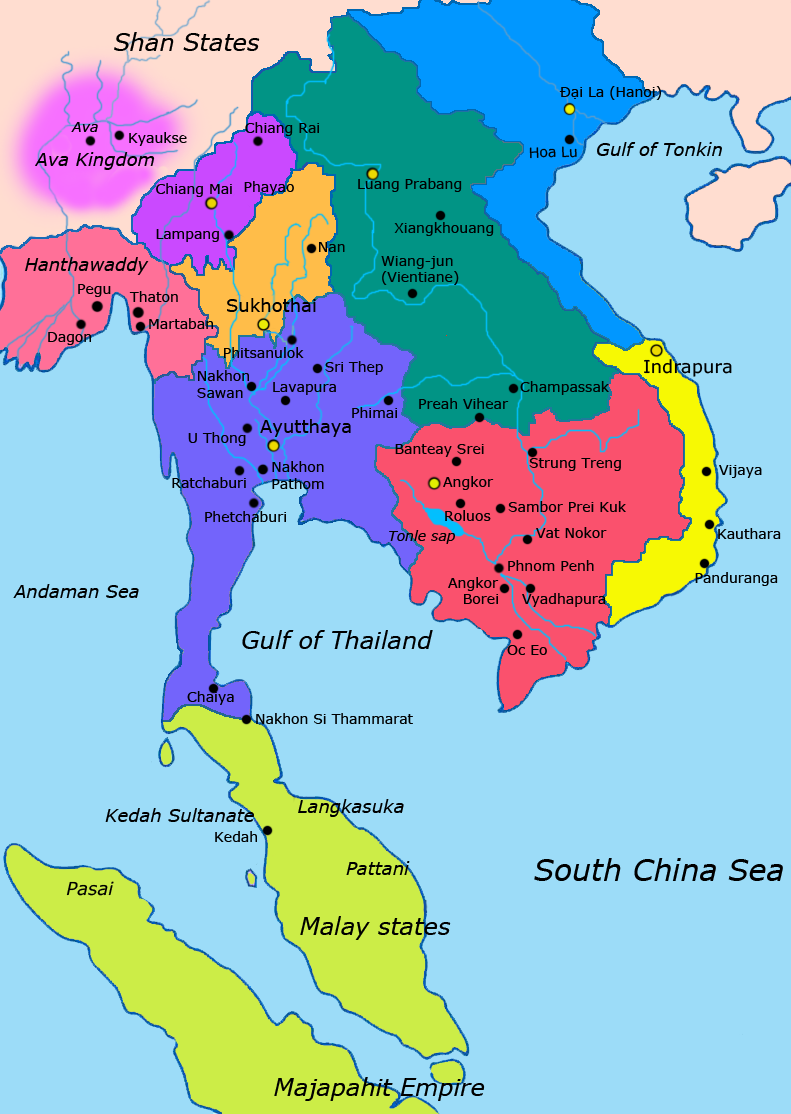
Il Regno di Lan Xang nel 1400

## Regno di Lan Xang (1354-1707)

### Fondazione
Il Regno di Lan Xang (in lingua lao: ລ້ານຊ້າງ, letteralmente: un milione di elefanti) fu fondato nel 1354 da Fa Ngum, un principe di Mueang Sua, che ricevette l'aiuto del declinante Impero Khmer. Lo Stato, che per lungo tempo avrebbe dominato la valle del Mekong nel nord dell'Indocina, unificò per la prima volta il popolo lao, fino ad allora diviso in diverse municipalità che gravitavano nell'orbita dei potenti Stati vicini. La capitale di Lan Xang fu insediata a Mueang Sua ed il Buddhismo Theravada fu dichiarato religione di Stato. Fa Ngum nominò consigliere spirituale il suo insegnante religioso di Angkor, il monaco Phra Maha Pasman, che giunse a Muang Sua con una copia dei sacri testi Tripitaka. Il monaco aveva portato anche la venerata statua del Buddha chiamata Phra Bang, ma fu costretto a lasciarla nel Principato di Vieng Kham, nei pressi di Vientiane. La statua divenne il palladio della monarchia e nel XVI secolo sarebbe finalmente arrivata a Muang Sua, che fu ribattezzata in suo onore Luang Prabang. Fa Ngum organizzò le municipalità conquistate facendone dei feudi, a capo dei quali pose dei prìncipi chiamati chao (pronuncia: ciao). I confini del regno, che era diventato uno dei più grandi dell'Indocina, si estendevano dalle frontiere meridionali dell'Impero Cinese fino all'odierna frontiera tra Cambogia e Laos, dalle creste della catena Annamita fino alla maggior parte dell'altopiano di Korat.

### Crisi e rinascite del regno
L'unificazione del regno aveva comportato una spaccatura in due fazioni dell'aristocrazia di corte. La fazione schierata con il sovrano e legata all'Impero Khmer, che aveva fornito a Fa Ngum l'esercito con cui unificò i principati laotiani, mise in secondo piano la vecchia nobiltà del regno di Mueang Sua. Quest'ultima reagì legandosi all'emergente Regno di Ayutthaya, rappresentato a corte dalla vedova di Fa Ngum Keo Lot Fa, figlia del sovrano siamese Ramathibodi I. Il conflitto tra le due frazioni si sarebbe trascinato per alcuni decenni e contribuì alla prima grande crisi che ebbe inizio nel 1428, dopo che i due successori di Fa Ngum avevano rafforzato Lan Xang. Durante il periodo di grave instabilità, nel quale gli intrighi della cortigiana Maha Devi si inserirono nelle lotte fra le fazioni dell'aristocrazia, si registrarono gli assassinii di almeno sei sovrani nel giro di 12 anni. Il regno si era indebolito anche per il nuovo declino degli alleati khmer che, sottoposti alla crescente pressione di Ayutthaya, abbandonarono Angkor dopo il saccheggio siamese del 1431 e spostarono la capitale a Lovek.
I laotiani subirono la prima pesante sconfitta nel 1455, quando le armate Lanna arrivarono alle porte di Mueang Sua e furono respinte a caro prezzo dai laotiani, ma riuscirono ad assicurarsi diversi principati di confine. Una nuova sconfitta ebbe luogo nel 1478 da parte degli invasori vietnamiti. I Dai Viet, galvanizzati dopo l'alleanza con l'imperatore cinese della dinastia Ming e la conquista del Regno Champa, occuparono Mueang Sua e furono cacciati dopo aver inflitto grosse perdite alle truppe laotiane. La crisi del regno comportò il distacco delle municipalità più lontane dalla capitale, che pur rimanendo confederate acquisirono un buon grado di autonomia.
Dopo un periodo in cui i laotiani si dedicarono a ricostruire le strutture e la gloria del regno, nel 1500, con l'ascesa al trono di Visunarat, Lan Xang tornò a prosperare. Il re fu un fervente religioso, fece costruire bellissimi templi e fece tradurre le sacre scritture Theravada dal pali al laotiano. Durante il suo regno ebbero nuovo slancio le arti, in particolare la letteratura e l'architettura. Si spostò negli ultimi anni a governare a Vientiane, da dove era più agevole controllare le turbolente province meridionali, ma Mueang Sua rimase la capitale ufficiale. Lan Xang si consolidò ulteriormente durante il regno del successore Phothisarat I (1520-1550), che al pari del padre Visunarat fu un fervente buddhista. Dichiarò illegale l'Animismo, fino ad allora parte integrante della società, attirandosi l'ostilità dei praticanti di tale fede, che è tuttora alla base della cultura laotiana. Nel campo della politica estera, Phothisarat ruppe l'antica alleanza con Ayutthaya; l'evento segnò l'inizio di un antagonismo tra i due Stati che si sarebbe risolto due secoli più tardi con l'assoggettamento dei laotiani da parte delle armate siamesi.
Il nuovo re Setthathirat I (regno dal 1550 al 1571) fu costretto a spostare la capitale di Lan Xang a Vientiane nel 1560, spinto dalla crescente minaccia birmana. Fece cambiare il nome di Mueang Sua in Luang Prabang, in onore della statua del Phra Bang, il palladio della monarchia che lasciò nella vecchia capitale. Divenne un eroe nazionale per aver respinto tre invasioni birmane e per i traguardi che raggiunse sia in politica interna che in quella estera. Fu anche un fervente religioso e fece costruire importanti templi nelle città laotiane. Fece di Lan Xang l'ultimo baluardo allo strapotere birmano, ed alla sua morte il regno si indebolì.

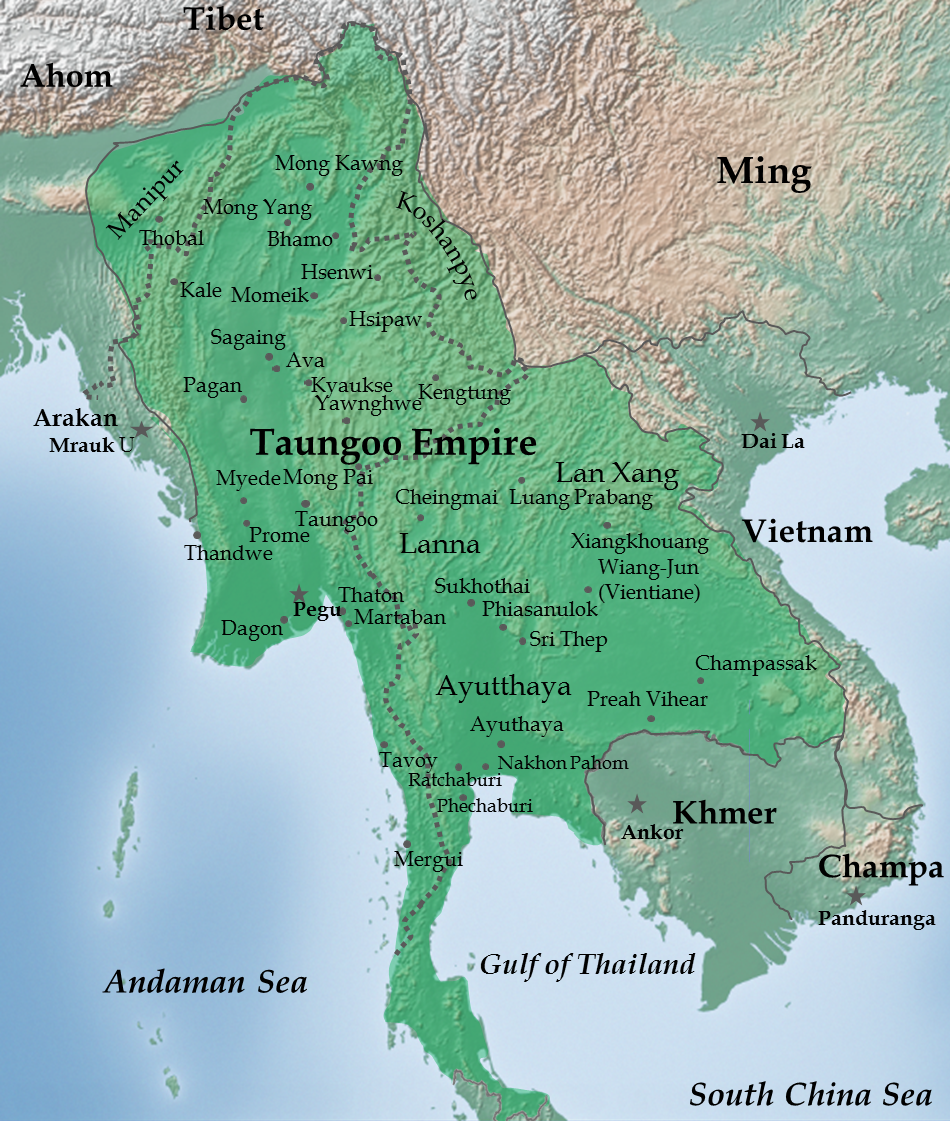
Indocina nel 1580, quando l'Impero birmano di Taungù sottomise Lan Xang e la maggior parte del sudest asiatico

Nel 1575 Lan Xang cadde in mano ai birmani di Bayinnaung, il re della dinastia Taungù da alcuni definito il Napoleone Bonaparte della Birmania. Vientiane fu espugnata e fu deportata nella capitale Pegu gran parte della popolazione, compreso il re Sen Surintra che aveva usurpato il trono al figlio di Setthathirat I. Bayinnaung completò così le conquiste di tutti quei territori che resero la Birmania il più grande impero mai esistito nel sudest asiatico. La sua morte nel 1581 avrebbe portato alla disgregazione di tale impero. Lan Xang rimase vassallo dei birmani fino al 1603, quando Voravongse II fu incoronato re e proclamò l'indipendenza dalla Birmania dopo 28 anni di sottomissione. Negli anni successivi continuarono a svilupparsi lotte interne fra le varie fazioni nobiliari del regno. Anche i governatori delle province meridionali continuarono le loro trame indipendentiste.
Le lotte intestine conobbero un periodo di tregua nel 1638 con l'ascesa al trono di Surigna Vongsa, un re illuminato e magnanimo che promosse le arti e fu un fervente religioso. Fu questo il periodo di massimo splendore per il regno, durante il quale arrivarono i primi inviati europei alla corte di Lang Xang, che definirono Vientiane la più magnifica città del sudest asiatico. Arrivarono prima i rappresentanti della Compagnia olandese delle Indie Orientali, che siglarono accordi commerciali con Lan Xang. Fu poi la volta dei gesuiti italiani, che si guadagnarono la fiducia del sovrano e fondarono le prime missioni nel paese. Questi europei tramandarono le prime fonti storiche sul paese non legate ai conflitti in cui era coinvolto Lan Xang, fino ad allora descritto dalle fonti interne o da quelle dei paesi vicini, tutte votate alla maggior gloria del proprio paese. Surigna Vongsa fu uno dei più longevi monarchi mai esistiti al mondo, avendo regnato dal 1638 al 1690; seppe mantenere l'ordine e la pace, ma alla sua morte riaffiorarono drammaticamente gli antichi conflitti dell'inquieta aristocrazia del paese.

## Frazionamento di Lan Xang
I sovrani successivi non seppero conciliare le varie fazioni nobiliari. L'ultimo re di Lan Xang fu Setthathirat II, che dopo un lungo periodo di esilio in Vietnam, arrivò a Vientiane alla testa di un'armata vietnamita nel 1698. Riprese il trono come vassallo del Vietnam, ma la sua autorità fu contestata dal cugino Kitsarat, che depose il viceré di Luang Prabang ed istituì un autonomo regno nelle province settentrionali. Il re di Ayutthaya, preoccupato dall'influenza dei vietnamiti a Vientiane, mediò la riconciliazione fra i due cugini, che si accordarono per la spartizione nei due nuovi regni di Lan Xang Luang Prabang e di Lan Xang Vientiane nel 1707.
L'aristocrazia dei principati del sud approfittò dell'instabilità che si era creata ed istituì il Regno di Champasak, che si staccò da quello di Vientiane nel 1713. Il trono fu affidato al giovane fratellastro di Setthathirat II, che divenne re con il nome regale Soi Sisamut Il Regno di Luang Prabang divenne nel 1771 vassallo della Birmania fino al 1779, quando fu obbligato a diventare vassallo siamese. L'odierna Repubblica Democratica Popolare del Laos occupa solo una parte del territorio che fu di Lan Xang.

## Dominio siamese e francese

### Dominio siamese
I tre regni vennero assoggettati tra il 1778 ed il 1781 dal Siam, che ne fece degli Stati vassalli e si annetté il vasto territorio dell'altopiano di Korat, l'odierno Isan. Nel 1813 il Regno di Champasak diventò un principato. La ribellione del re di Vientiane Anouvong, nel 1826, si concluse dopo tre anni con l'esecuzione del sovrano, la distruzione di Vientiane, la deportazione di diverse centinaia di migliaia di laotiani nelle zone disabitate dell'Isan e l'annessione al Siam del Regno di Vientiane. Dopo tale annessione, il Regno di Luang Prabang tornò ad essere il solo Regno di Lan Xang, che continuava ad essere un vassallo siamese.

### Colonizzazione francese e fine del Regno di Lan Xang
Nel XIX secolo esplose nel sudest asiatico il fenomeno della colonizzazione da parte delle potenze francesi e britanniche, che assoggettarono tutti i paesi dell'area ad eccezione del Siam. I francesi conquistarono dapprima il Vietnam e la Cambogia; nel 1893, vincendo la guerra franco-siamese, costrinsero il Siam a cedere i territori sulla riva sinistra del Mekong al neonato protettorato francese del Laos, di cui la capitale sarebbe diventata Vientiane. Il Paese riunificato sotto il controllo delle autorità coloniali venne ufficialmente chiamato Laos, traslitterazione in lingua francese del termine Lao (ລາວ), e fu diviso in 10 province; quella di Luang Prabang fu affidata al locale re Zakkarine, al quale venne concesso il potere legislativo locale sotto il controllo di un commissario francese.
Nel 1894, il diplomatico ed esploratore Auguste Pavie fu nominato Commissario Generale e ministro plenipotenziario della nuova repubblica laotiana, con il compito di sovrintendere all'organizzazione del territorio. Aveva avuto un ruolo fondamentale nella conquista del Paese ai tempi del dominio siamese, in qualità di console di Luang Prabang, quando si era guadagnato la fiducia dei laotiani con quella che lui stesso definì la "conquista dei cuori".
Nel 1895, in virtù dell'aiuto fornito ai cinesi durante la prima guerra sino-giapponese, i francesi ottennero l'annessione al Laos dell'odierna Provincia di Phongsali, scorporata dal resto del Sipsongpanna, che rimase alla provincia cinese dello Yunnan. Nel 1898, il paese venne inserito nell'Indocina Francese, creata nel 1887. Nel 1904 vennero tolti al Siam ed annessi anche i territori oltre-Mekong dell'odierna Provincia di Xaignabouli e della parte occidentale del Principato di Champasak, che venne trasformato in una provincia di cui fu nominato governatore lo stesso principe. Nel periodo coloniale, i francesi non occuparono capillarmente il Paese, che non aveva sufficienti risorse economiche sfruttabili. Venne pacificato ed usato principalmente come Stato cuscinetto per proteggere i loro territori da quelli delle colonie britanniche.

## Seconda guerra mondiale
Lo scoppio della seconda guerra mondiale cambiò gli equilibri nella regione, soprattutto dopo l'invasione tedesca della Francia, che indebolì il governo dell'Indocina Francese privandolo di gran parte dei rifornimenti. Ne approfittò dapprima l'Impero del Giappone, che a fine estate del 1940 dispiegò le proprie truppe in gran parte dell'Indocina francese con il permesso delle autorità nominate dal Governo di Vichy, che preservò in tal modo la sovranità francese sui territori. Fu poi la volta del governo nazionalista di Bangkok, che provocò alla fine del 1940 la guerra franco-thailandese, al termine della quale recuperò con l'aiuto dei giapponesi parte dei territori laotiani ceduti ai francesi all'inizio del secolo.
La perdita dei territori oltre il Mekong provocò l'indignazione della corte di Luang Prabang, a cui i francesi avevano garantito la salvaguardia delle terre laotiane nell'ambito del protettorato. I francesi dovettero ammettere le ragioni di re Sisavang Vong, e al regno-provincia di Luang Prabang furono annesse le province di Vientiane, Xiangkhoang e Luang Namtha, che si aggiunsero a quelle di Phôngsali e Houaphan cedute nei decenni precedenti. Il trattato con cui furono annesse le province comprendeva un buon margine di autonomia per l'ingrandito regno, ed in questa fase si mise in evidenza il viceré Phetsarath, che diede un'eccellente organizzazione all'amministrazione e alle istituzioni laotiane.

## Indipendenza

### Lao Issara
Quando le sorti del conflitto furono sfavorevoli per le potenze dell'Asse, dal dicembre del 1944 truppe della Francia Libera del generale Charles de Gaulle, che aveva coagulato le forze della resistenza francese, vennero paracadutate in Laos per fronteggiare i giapponesi, che risposero occupando il Paese il 9 marzo 1945 e obbligando i francesi ad organizzarsi nella giungla. Le truppe giapponesi costrinsero l'8 aprile il re Sisavang Vong a proclamare l'indipendenza sotto la protezione di Tokyo; il sovrano firmò controvoglia perché avrebbe preferito il controllo francese a quello giapponese.
Il tracollo giapponese nel conflitto mondiale portò al ritiro delle truppe dal Laos nell'agosto del 1945 e Phetsarath, che era stato nominato dai giapponesi primo ministro, annunciò di propria iniziativa che il Paese confermava il proclama di indipendenza. Al rifiuto del sovrano di avallare il comunicato di Phetsarath. nell'autunno del 1945 fu instaurata in Laos un'effimera Repubblica chiamata Pathet Lao, retta dal movimento patriottico Lao Issara che detronizzò il re Sisavang Vong. Oltre a Phetsarath, tra i promotori di questa entità politica vi furono il fratello di Phetsarath Souvanna Phouma ed il fratellastro Souphanouvong, rientrato da un lungo soggiorno nel Vietnam, dove si era avvicinato alle posizioni dei comunisti Viet Minh di Ho Chi Minh. Carenza di organizzazione e soprattutto di risorse economiche decretò la fine della repubblica nel giro di pochi mesi.

### Regno del Laos e Pathet Lao
Le truppe francesi, riorganizzatesi nelle aree rurali, ripresero nel 1946 il controllo del Paese, che divenne parte della neonata Unione Francese, mentre il direttivo di Lao Issara si rifugiò in Thailandia, dove organizzò un governo in esilio. Il Regno del Laos fu proclamato l'11 maggio 1947, il giorno in cui re Sisavang Vong, rimesso sul trono dai francesi, promulgò la nuova Costituzione. Souphanouvong fu tra i membri di Lao Issara in Thailandia, si rifugiarono ad Hanoi altri membri del movimento, tra cui i futuri capi del Partito Rivoluzionario del Popolo Lao Kaysone Phomvihane e Nouhak Phoumsavanh, convinti che l'indipendenza del Laos avrebbe potuto arrivare solo con l'appoggio dei nord-vietnamiti.
Nel novembre 1947, un colpo di Stato pose fine in Thailandia all'egemonia di Pridi Banomyong, un progressista che aveva appoggiato l'attività anti-colonialista di Lao Issara. Privi del supporto governativo, molti dei moderati di Lao Issara accettarono l'offerta di lasciare l'organizzazione e rientrare in Patria in cambio dell'amnistia. La storia di Lao Issara ebbe fine dopo i contrasti tra Phetsarath e Souphanouvong, quando quest'ultimo scelse di continuare la lotta al fianco dei Viet Minh e si trasferì ad Hanoi alla fine del 1949.
Nel Congresso dei Rappresentanti del Popolo (laotiano) convocato in Vietnam da Souphanouvong nell'agosto del 1950 venne creato il Fronte del Laos Libero, emanazione dello storico Lao Issara, che si impegnava alla lotta unitaria anti-francese per la rifondazione della Nazione Lao, detta Pathet Lao. Fu formato un nuovo governo in esilio in cui entrarono anche ex ufficiali del governo reale laotiano e membri di alcune minoranze tribali del Laos. Nel 1950, Kaysone e Nouhak entrarono nel Partito Comunista Indocinese (PCI), che mise in atto la strategia di cooperare con i movimenti Viet Minh ed il nuovo Lao Issara, al cui interno vi erano anche membri non comunisti. Tale strategia fu necessaria soprattutto in Laos, dove la nozione di armonia diffusa dal Buddhismo si scontrava con la lotta di classe propugnata dai comunisti. Il previsto rovesciamento della monarchia fu tenuto segreto. Il PCI si era formato nel 1932 e nel 1951 si suddivise in tre distinti partiti in Vietnam, Laos e Cambogia. Il processo di formazione del partito in Laos fu lungo e incontrò le resistenze dei non comunisti del Pathet Lao. Fu infine fondato in segreto nel marzo del 1955 con il nome di compromesso Partito del Popolo Lao (in lingua lao: Phak Pasason Lao).
Tra il 1951 ed il 1952, sia il Pathet Lao, con l'aiuto dei nord-vietnamiti, che il Regno del Laos, con l'aiuto francese, formarono ed addestrarono un proprio esercito. Nell'aprile del 1953, un esercito di 40.000 Viet Minh, comandati dal generale Võ Nguyên Giáp e supportati da 2.000 militanti del Pathet Lao agli ordini di Souphanouvong, invasero il nord-est del paese e dopo aspri combattimenti si insediarono a Xam Neua. Fu questo il segnale d'avvio della guerra civile laotiana, che avrebbe insanguinato il paese fino al 1975. Il 19 aprile del 1953, Souphanouvong istituì il governo del Pathet Lao nella Provincia di Houaphan. I francesi, fiaccati dalla guerra d'Indocina, rimossero gli ultimi ostacoli all'indipendenza del Paese siglando il Trattato di amicizia e associazione franco-laotiana il 22 ottobre 1953.
Nel 1954, truppe nord-vietnamite furono respinte a nord a Luang Prabang e nel Laos centrale a Thakhek. Furono questi probabilmente tentativi di distrarre l'esercito francese dal vero obiettivo dei Viet Minh, l'assalto alle unità francesi dislocate nel nord-ovest del Vietnam. La successiva battaglia di Dien Bien Phu, combattuta tra il marzo ed il maggio del 1954, vide la distruzione delle truppe dei colonizzatori e la fine del dominio francese in Indocina. Alcuni reparti nord-vietnamiti penetrarono nella zona nemica partendo dal territorio laotiano, il cui confine è a pochi chilometri da Dien Bien Phu. Dopo la vittoria, i nord-vietnamiti distaccarono un gruppo a supporto del Pathet Lao che si insediò a Ban Nameo, nelle montagne del Laos nord-orientale.
I successivi accordi che furono presi alla conferenza di Ginevra (1954), sancirono l'indipendenza di Laos, Vietnam e Cambogia dalla Francia e decretarono la suddivisione del Vietnam in due parti, quella del nord sotto il controllo dei comunisti di Ho Chi Minh e quella del sud nelle mani degli anti-comunisti. Le elezioni previste per il 1956 che avrebbero riunificato il Vietnam furono annullate dal dittatore cattolico sud-vietnamita Ngô Đình Diệm, nel timore di una vittoria comunista. Tale evento contribuì alla ripresa delle ostilità da parte dei Viet Minh e dei loro alleati guerriglieri sud-vietnamiti.

## Guerra civile
Le tensioni politiche del dopoguerra sfociarono nella guerra civile laotiana, un conflitto fu conosciuto anche come "guerra segreta", per il ruolo che vi ebbero gli Stati Uniti, costretti ad agire nell'ombra nel Laos dopo che la conferenza di Ginevra ne aveva sancito l'indipendenza e ne aveva dichiarato la neutralità nel vicino conflitto vietnamita. La crisi laotiana portò al coinvolgimento del Paese nella guerra del Vietnam, di cui rappresentò il fronte laotiano. Durante tutto il periodo della guerra civile, dal 1953 al 1975, si alternarono a Vientiane svariati governi. Alcuni di questi governi facevano capo al principe Souvanna Phouma di Luang Prabang, che provò insistentemente a coinvolgere il Pathet Lao a collaborare per l'unità nazionale. Altri governi imposti dalle politiche statunitensi, che facevano capo al Principe Boun Oum di Champasak, acuirono lo scontro con i ribelli comunisti.
Le forze del Pathet Lao e quelle nord-vietnamite furono sovvenzionate principalmente dall'Unione Sovietica, che nel quadro della guerra fredda intervennero per affermare la propria influenza e frenare l'espansione americana nel sudest asiatico. Con l'uscita di scena dei francesi, furono gli statunitensi che si presero in carico di finanziare il governo reale laotiano e l'esercito del regno. Agli inizi del 1955 fu istituita una missione operativa americana in Laos che pagò l'80% delle spese governative e la totalità delle spese militari. Per contrastare le operazioni dei comunisti nel nord-est del paese, il servizio segreto statunitense della CIA costituì un esercito irregolare di guerriglieri anti-comunisti di etnia hmong che, guidati dal generale Vang Pao, si insediarono sulle colline intorno alla Piana delle Giare, occupata dai comunisti. Questi guerriglieri costituirono per anni una spina nel fianco delle truppe ribelli laotiane e nord-vietnamite.
La costruzione del sentiero di Ho Chi Minh, con cui i nord-vietnamiti rifornivano la guerriglia del sud, fu completato nei primi anni sessanta ed aprì un nuovo fronte del conflitto laotiano. Per interrompere questa arteria e per stanare le forze comunista stanziate nelle province nord-orientali, l'aviazione statunitense mise in atto una campagna di bombardamenti a tappeto come mai era accaduto dalla II guerra mondiale. Le inaudite proporzioni di tali bombardamenti costrinsero nel 1964 le forze del Pathet Lao ad asserragliarsi nelle grotte di Vieng Xay, in provincia di Houaphan, una fittissima rete di 486 cunicoli naturali che furono il rifugio di circa 23.000 ribelli. Molto più vicine ad Hanoi che a Vientiane, le grotte sarebbero diventate nei nove anni successivi la base principale del Pathet Lao, e furono attrezzate con tutto quanto necessario per renderle vivibili, compresa l'attrezzatura ospedaliera.

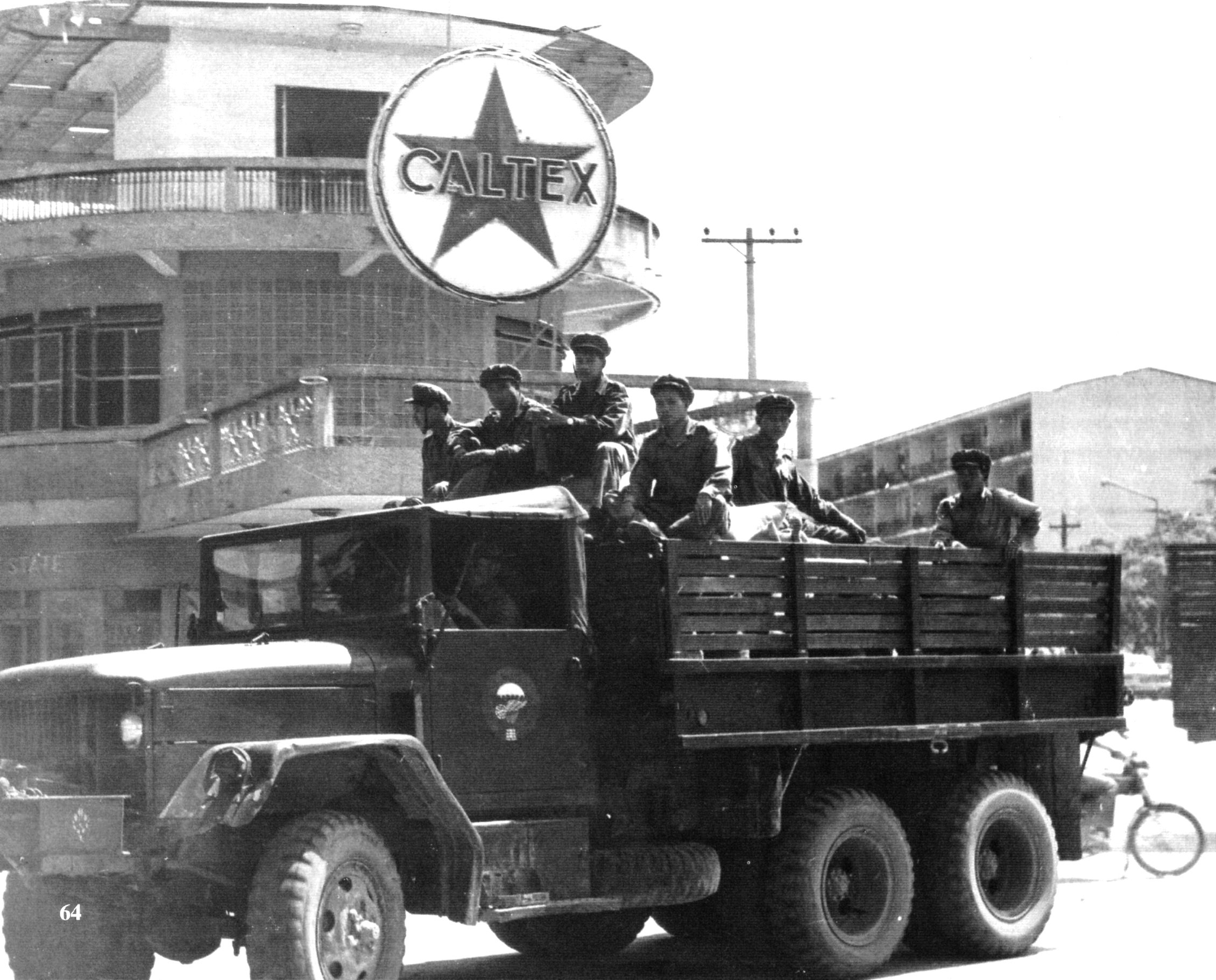
Truppe del Pathet Lao a Vientiane nel 1973

La guerra ebbe una svolta nel 1972, quando le forze nord-vietnamite lanciarono nel Vietnam del Sud l'Offensiva Nguyen Hue; il massiccio supporto aereo statunitense in difesa dei sud-vietnamiti comportò la riduzione dei raid in Laos settentrionale, che raggiunsero il punto minimo dal 1965. Gli Stati Uniti interruppero le operazioni in Laos nel 1973 come stabilito negli accordi di pace di Parigi. I nord-vietnamiti non furono obbligati a rimuovere le proprie forze in virtù del trattato. Per salvarsi dalla capitolazione il governo laotiano fu costretto a far entrare nella propria compagine rappresentanti del Pathet Lao, dopo che gli statunitensi cominciarono a diminuire l'appoggio militare ai sud-vietnamiti e a defilarsi. Nel 1974, il Primo Ministro laotiano Souvanna Phouma, stanco e demoralizzato, annunciò da Parigi il ritiro dalla vita politica.

## Repubblica Democratica Popolare del Laos
Il 2 dicembre 1975, mesi dopo la caduta della Cambogia e del Vietnam del Sud sotto il controllo dei comunisti, Re Savang Vatthana fu costretto ad abdicare e venne istituita la Repubblica Democratica Popolare del Laos. Venne eletto Presidente il Principe Souphanouvong e Primo Ministro Kaysone Phomvihane, leader dell'area più radicale del Pathet Lao, il Partito Rivoluzionario del Popolo Lao. La nuova compagine proclamò che l'integrità territoriale del paese così come la sua indipendenza, la sua sovranità, e la sua solidarietà con i nuovi regimi di Indocina, sarebbe stata difesa.
Gli oltre 30.000 Hmong che avevano aiutato gli americani furono considerati dei traditori dal governo ed insieme a migliaia di altri connazionali, per non essere sterminati, lasciarono in massa il paese. Secondo fonti americane, sono state più di 100.000 le vittime hmong della persecuzione del governo laotiano. Secondo una stima del 2000, erano 169.000 i hmong rifugiati negli USA, mentre sono tuttora attivi i campi profughi organizzati in Thailandia Gli attentati messi in atto dai hmong per ritorsione alla politica governativa, portarono all'internamento del Re Savang Vatthana e di gran parte della famiglia reale nel 1977 in un campo di rieducazione del nord del paese, dove lo stesso re fu fatto morire di fame come gli altri suoi parenti qualche anno dopo. Le azioni di guerriglia hmong sono state una delle preoccupazioni maggiori dei vari governi che si sono succeduti dopo la fine della guerra civile.
Delle oltre 2 milioni di tonnellate di bombe sganciate nel Laos durante la guerra civile tra il 1964 ed il 1973, circa il 30% rimasero temporaneamente inesplose. Si calcola che dal 1973 le esplosioni di tali bombe siano costate la vita a oltre 12.000 persone. Nel 2006, a 33 anni dalla fine dei bombardamenti, e dopo anni che tali bombe venivano fatte brillare, furono 59 le vittime ufficiali di nuove esplosioni.

## Avvenimenti recenti
Nel 1988 ebbe luogo un breve conflitto con la Thailandia, le cui truppe invasero un piccolo territorio nella provincia di Xaignabouli. I thailandesi tuttora reclamano la propria sovranità su tale zona, affermando che nel 1904 i colonizzatori francesi la inserirono per errore entro i confini laotiani. Il breve conflitto terminò con la perdita di circa 1.000 vite umane ed il ritiro delle truppe di Bangkok. Nel 1996, venne istituita una commissione bilaterale incaricata di revisionare tutti i 1.810 km del confine thai-laotiano.
Internamente, il regime si dimostrò spietato nel reprimere l'opposizione politica ed armata. L'attenzione governativa si è spesso concentrata sulle aree adiacenti al monte Phou Bia, una remota area della catena Annamita che ha storicamente dato rifugio ai guerriglieri hmong fin dal 1970, quando vi si stanziarono 60.000 di tali combattenti in supporto alle operazioni dell'aviazione USA. La resistenza dei hmong non viene tuttora considerata conclusa, con alcune residue bande nascoste in aree difficilmente accessibili. Nel 2003, due attacchi hmong ad autobus di linea costarono la vita a 23 civili.
L'autarchico sistema di conduzione del paese ed il crollo del blocco sovietico hanno contribuito a lasciare il paese in difficili condizioni economiche. Per molti anni il governo non è riuscito a rallentare l'inflazione né il progressivo crollo del kip, la moneta locale. Con l'introduzione del Nuovo Meccanismo Economico nel 1986, il governo ha iniziato a sforzarsi nel lungo e difficile processo di migliorare le vite dei suoi cittadini.
Sul finire degli anni ottanta iniziò un lento e cauto processo di democratizzazione e, per la prima volta dal 1975, vennero indette le elezioni politiche in regime di partito unico. Phomvihane, il segretario del Partito Rivoluzionario del Popolo Lao, fu riconfermato primo ministro; la costituzione del 1991 ribadiva il monopolio del potere politico da parte del partito e riaffermava i poteri del capo dello stato. Tale incarico fu assunto da Phomvihane alla cui morte successe Nouhak Phoumsavanh. Nel 1998, Khamtai Siphandon fu eletto presidente dall'assemblea nazionale. L'inasprirsi delle repressioni nei confronti delle forze di opposizione, considerate responsabili di attentati avvenuti nella capitale nel 2000, portarono alle dimissioni di Keobounphanh.
Dal 1992 il paese ha aperto le frontiere al turismo e nel 1994, grazie a un finanziamento australiano, è stato costruito sul Mekong il primo ponte dell'amicizia thai-lao, che unisce Laos e Thailandia in corrispondenza di Vientiane. È il primo ponte costruito sul Mekong in tutta l'Indocina e negli anni seguenti ne furono costruiti altri nel paese. Nel 1998 il Laos entrò nell'ASEAN, l'organismo che riunisce gli Stati del sudest asiatico. Attorno al 2000, pur mantenendo l'organizzazione politica degli anni precedenti, il paese si aprì all'economia di mercato e vennero presi nuovi sostanziosi accordi commerciali con l'estero, in particolare con la Cina e la Thailandia, le cui aziende ed istituzioni bancarie hanno fatto da allora grandi investimenti in Laos, contribuendo al risollevamento dell'economia ed alla stabilizzazione della valuta. L'attuale Presidente e capo del partito è Choummaly Sayasone.
Malgrado l'apertura democratica iniziata negli anni ottanta, la corruzione degli impiegati statali e la mancanza di diritti civili continuano ad affliggere il Paese. Secondo l'indagine effettuata nel 2011 dall'ONG statunitense Freedom House, il Laos occupava quell'anno il 154º posto, su 178 Paesi esaminati, per l'indice di corruzione. Le leggi emanate per sradicare tale fenomeno vengono raramente applicate. Anche la libertà di stampa è molto limitata e tutti i mass media nazionali sono di proprietà dello Stato. La libertà religiosa è ammessa ma non è possibile per le fedi minoritarie fare proseliti; anche i membri della locale sangha, la comunità di ecclesiastici del Buddhismo Theravada (la fede religiosa della stragrande maggioranza dei laotiani), sono sottoposti al controllo statale.
La libertà accademica è a sua volta limitata e gli insegnanti sono posti sotto il controllo delle autorità. In questo campo la situazione è migliorata con l'assunzione di docenti stranieri. Gli studenti che hanno accesso all'istruzione all'estero vengono selezionati dal governo. Il controllo dello Stato sui cittadini si è fatto meno rigido, ma sono tuttora vietate le assemblee non autorizzate. Dopo che il governo ha firmato nel 2009 la Convenzione Internazionale sui Diritti Civili e Politici, si è creata una rete di ONG, in prevalenza straniere, alle quali è proibito affrontare temi politici. I sindacati sono tutti emanazioni dello Stato, lo sciopero è legale ma viene fatto raramente.
La magistratura è sotto il controllo del partito unico e i detenuti soffrono pesanti condizioni di vita. Le forze dell'ordine spesso mettono agli arresti cittadini in modo illegale. Ha fatto scalpore la vicenda del laotiano Sombath Somphone, un operatore nel settore sociale di fama mondiale scomparso misteriosamente nel dicembre 2012, vicenda alla quale il governo si è dichiarato estraneo. Gli appelli da parte della comunità internazionale al governo laotiano per il ritrovamento di Sombath non hanno dato alcun frutto.
Malgrado il periodo di scontro tra forze dell'ordine e i hmong sembri superato, i membri dell'etnia sono ancora soggetti ad abusi, vengono ad esempio cacciati dalle loro abitazioni per far posto a progetti pubblici. La terra è di proprietà dello Stato, salvo alcuni rari casi, e non sono previste leggi che salvaguardino il diritto ad abitare; gli espropri per pubblica utilità provocano malumore tra il popolo, che non ha garanzie di eventuali rimborsi.
La condizione delle donne è inferiore a quella degli uomini, sia per tradizione che per credenza religiosa e, malgrado siano protette dalla legge, soffrono spesso di abusi e discriminazioni soprattutto in ambito lavorativo e scolastico. A partire dai primi anni del nuovo millennio, il governo ha cominciato a combattere con maggiore decisione il traffico di donne avviate alla prostituzione, una piaga che affligge le aree più depresse del sudest asiatico.